# Буківський деканат
Буківський деканат — колишня структурна одиниця Перемишльської єпархії греко-католицької церкви з центром в м. Буківсько. Очолював деканат декан. У 1934 році деканат був включений до Апостольської адміністрації Лемківщини.

## Територія
В 1936 році в Буківському деканаті було 11 парафій:
1. Парафія с. Вислок Горішній;
2. Парафія с. Вислок Нижний;
3. Парафія с. Волиця з філіями в с. Ратнавиця, с. Белхівка та приходом у с.  Збоіска vulgo Угренівці, м. Буківско;
4. Парафія с. Карликів з філіями в с. Прибишів, с. Петрова Воля;
5. Парафія с. Морохів з філією в с. Завадка Морохівська та приходом у с. Мокре; с.Небещани;
6. Парафія с. Новосільці-Ґнєвош з приходом у с. Довге, с. Заршин, с. Посада Заршинська, с. Бажанівка, с. Ячмір, с. Посада Ячмірська;
7. Парафія с. Пельня з філією в с. Дудинці та приходом у с. Марківці, с. Андрушківці, с. Побідно, с. Писарівці;
8. Парафія с. Полонна з філією в с. Височани та приходом у с. Кожушне, с. Кам'яне;
9. Парафія с. Пулави recte Полави з приходом у с. Гамри;
10. Парафія с. Сенькова Воля з філією в с. Нагоряни та приходом у с.  Надоляни, с. Яворова Воля, с. Новотанець;
11. Парафія с. Токарня.

### Декан
- 1936 — Ярослав Савчак, парох в Пельні.

### Кількість парафіян
1936 — 14 021 особа.
Деканат було ліквідовано в травні 1946 р.